# Laurel (Virgínia)
Laurel és una concentració de població designada pel cens dels Estats Units a l'estat de Virgínia. Segons el cens del 2000 tenia 14.875 habitants.

## Demografia
Segons el cens del 2000, Laurel tenia 14.875 habitants, 6.288 habitatges, i 3.634 famílies. La densitat de població era de 1.048 habitants per km².
Dels 6.288 habitatges en un 27,2% hi vivien nens de menys de 18 anys, en un 42% hi vivien parelles casades, en un 12% dones solteres, i en un 42,2% no eren unitats familiars. En el 32,8% dels habitatges hi vivien persones soles el 7,1% de les quals corresponia a persones de 65 anys o més que vivien soles. El nombre mitjà de persones vivint en cada habitatge era de 2,24 i el nombre mitjà de persones que vivien en cada família era de 2,87.
Per edats la població es repartia de la següent manera: un 20,2% tenia menys de 18 anys, un 10,6% entre 18 i 24, un 38,5% entre 25 i 44, un 19,6% de 45 a 60 i un 11% 65 anys o més.
L'edat mediana era de 34 anys. Per cada 100 dones de 18 o més anys hi havia 91,6 homes.
La renda mediana per habitatge era de 42.128 $ i la renda mediana per família de 52.579 $. Els homes tenien una renda mediana de 31.495 $ mentre que les dones 30.158 $. La renda per capita de la població era de 21.893 $. Entorn del 3,8% de les famílies i el 5,4% de la població estaven per davall del llindar de pobresa.

## Poblacions més properes
El següent diagrama mostra les poblacions més properes.